# Tarenna membranacea
Tarenna membranacea är en måreväxtart som beskrevs av Charles-Joseph Marie Pitard. Tarenna membranacea ingår i släktet Tarenna och familjen måreväxter. Inga underarter finns listade i Catalogue of Life.